# 鳞皮椰属
鳞皮椰属（学名：Eugeissona）为棕榈目棕榈科的一属，係省藤亚科之下的一個單系群，也是鳞皮椰族（Eugeissoneae）仅有的一属，只產於東南亞的婆罗洲、泰国及马来西亚。其下共6个物种，雌雄同株。在当地其通常被称为野生婆罗洲西米。其叶片被用作屋顶草料。